# Tritneptis scutellata
Tritneptis scutellata är en stekelart som först beskrevs av Muesebeck 1927.  Tritneptis scutellata ingår i släktet Tritneptis och familjen puppglanssteklar. Inga underarter finns listade i Catalogue of Life.